# Georg Srowig
Georg Srowig (* 10. September 1879 in Breslau; † 14. August 1951 in Erwitte) war ein Politiker der Weimarer Republik und Abgeordneter des Preußischen Landtags von 1921 bis 1925. Er gehörte der Sozialdemokratischen Partei Deutschlands (SPD) an.
Srowig, seit 1903 Mitglied der SPD, war vor seiner Wahl in den Preußischen Landtag von 1911 bis 1919 als Parteisekretär in Breslau tätig. Von 1926 bis 1933 gehörte er der Schlesischen Bauhütte an bis zu seiner Einlieferung ins KZ Esterwegen, in dem er als politischer Gegner bis 1935 bleiben musste. Nach dem Zweiten Weltkrieg setzte er sich in Westfalen für die Erleichterung des Schicksals der Heimatvertriebenen ein.
1923 machte er Schlagzeilen, da er illegalerweise die Freifahrkarte der Deutschen Reichsbahn – die auch die Beförderung von 50 kg Gepäck ermöglichte – verwendet hatte, um während der Inflation mit seinem Gepäck zu handeln. Er hatte an zwei Tagen hintereinander 50 kg Zucker und Mehl als Reisegepäck von Schlesien nach Ehrenbreitstein im Rheinland aufgegeben. Die „Deutsche Zeitung“ berichtete darüber in ihrer Ausgabe vom 9. Februar 1923 (Nr. 104) unter der Überschrift Das Freigepäck des Abgeordneten. Die „Kreuzzeitung“ brachte am 12. März eine Gegendarstellung unter gleicher Überschrift, die die „Frankfurter Zeitung“ in ihrer Ausgabe Nr. 120 vom 13. März 1923 widerlegte.